# Епархија врањска
Епархија врањска је епархија Српске православне цркве.
Надлежни архијереј је митрополит Пахомије (Гачић), а седиште епархије се налази у Врању где је и Саборна црква.

## Историја

### Средњи век
Римљани су освојили ову област од Дарданаца, крајем 1. века п. н. е. Постепено између дошљака и староседелаца било је у првим вековима и хришћана. Римски многобожачки цареви гонили су хришћане и убијали их. Но хришћанство се ширило потајно и број се хришћана повећавао.
У првој половини 6. века Врање и врањска жупа потпадали ду под духовну власт Липљанске епархије, која се налазила у оквиру Архиепископије Јустинијана Прима, коју је основао цар Јустинијан 535. године. Стари римски град Улпијана, данашње Липљане, обновљен је доцније под именом Јустинијана Секунда. То је био главни град Дарданије на путу од Скадра и Љеша до Ниша.
Борба римских царева и западних епископа, с једне стране, и источних епископа и царева с друге стране, за превласт на Балкану трајала је до 732. године, када је византијски цар Лав III Исавријанац потчинио цело источно подручје Балкана под црквену и политичку власт Цариграда. После тога настаје постепено формирање словенске црквене и политичке власти.
У повељи византијског цара Василија II, из 1019. године, помиње се град Вратиос, коме име означава област или жупу Врање, као и град Врање у тој области. Тај град и та област потпали су под духовну власт Епархије приштинске.
На домаку града Врања, на неколико десетина километара, тече река Пчиња. Изнад ње уздиже се планина Козјак. У првој половини 11. века, у богатству и природним лепотама планине и жубораве реке Пчиње, развио се у тишини пустињачки монашки живот. Представник тога строгог начина монашког живота био је Свети отац Прохор Пчињски. Он представља пример који показује да се у то време у пределима жупе Врање хришћанство увелико било развило.
Српски жупан Вукан, син великог српског жупана Стефана Немање, присајединио је српској држави од Византинаца врањски предео 1193. године, али за кратко време. Врање се од тада помиње у летописима као прво место које су Срби преузели од Византије.
Свети Сава у животопису свога оца Стевана Немање — Симеона Мироточивог, набрајајући места и пределе које је његов отац прикључио српској држави, пише: “А приложи ка земљи свога отачаства област нишавску до краја. Липљан и Мораву звано Врање.”
У Хрисовуљи цара краља Милутина од 1321. године, Врање и области Славиште, Злетово и Пијанац помињу се у саставу Липљанске епархије. Међутим, по мишљењу историчара др Радосава М. Грујића, ове се области тада сматрају привремено додељенима Липљанској епархији. После битке на Велбужду (1330) Врање је вероватно враћено Скопљу, заједно са областима Славишта и Злетова. Од скопских епископа за време краља Милутина познат је само један епископ, по имену Стефан.
Када је 1340. године у Скопљу Српска црква уздигнута на степен патријаршије, Скопска епископија је проглашена митрополијом, а основане су и још неке епископије.
“Да ли је на том сабору донесено решење и о оснивању Врањске епархије у области скопске митрополије, коју такође доцније сретамо, не може се ништа поуздано рећи”, каже наш историчар др Радосав Грујић. Он претпоставља да је такође решење могло бити донето на неком доцнијем сабору о чијем раду се мало зна.

### Најстарији помени
Црквени историчар и епископ Никанор Ружичић у својој историји о српској цркви пише да је седиште прво било у Кончулу, а касније у Врању.
Књижевник Ђуро Даничић у своме познатом речнику на слово К пише да се место Кончул налази на левој обали Биначке Мораве, “више вароши Врање”, а близу села Трновца. Исто тако речено је да се област ове епархије налази између Гњилана и Врања. Овако га је локализовао у својем делу и на мапи и путописац Ханс.
У летописима за време краља Милутина Кончулска епископија се помиње као епархија српске краљевине. О њеним границама и епископима не може се ништа поуздано рећи јер немамо јасних историјских података.
Књижевник Милан Ђ. Милићевић каже: “За Турака Врање је имало свога владику”.
Путописац Ф. Каниц каже у опису града Врања да су хришћани остали верни хришћанству, па и поред тога Турци су овом старом епископском граду, окруженом лепим воћњацима и виноградима, дали оријентални печат.
Путописац Сретен Л. Поповић бележи одмах по ослобађању Врања 1878. године “... да је у Врању била епископска столица”.
Др Радосав Грујић, историчар, каже: “Доцније постала је посебна епископија за област Врања”. Он у написима и заглављу пише “Врањска епархија”.
Кад је Врање први пут добило викарног епископа не би се могло рећи без писаних докумената. У синђелији митрополита Климента, писаној грчким језиком 1550. године, написано је да је посвећен за митрополита Скопља, Врања и Жиглигова. У њој се прети анатемом сваком оном ко му се не би хтео покоравати.
У поменику призренског манастира Свете Тројице, после обнављања Пећке патријаршије 1557. године, помиње се епископ Софроније као викар скопског митрополита 1565. године. Белешка гласи: “И ту се обрете всеосвјашћени митрополит Методије и всеосвјашћени епископ врањски кир Софроније при игуману Мартирију”.
У поменику Пећке патријаршије из 1612. године помиње се “епископ Јосиф Вранја”, док се такође у списима Пећке патријаршије из 1688. године помиње “Јоаким епископ Врања”.

### Скопска митрополија и Нишка епархија
Од 1847. до 1865. године у Врању се, као викарни епископ скопског митрополита Јоакима, налазио митрополит Пајсије. Остао је запамћен као добротвор српске просвете, између осталог и због тога што се преко свог титулара, митрополита Јоакима, залагао да се у Скопљу отвори српска богословија још од 1854. године. Он је троносао врањску Саборну цркву 1858. године.
У Врању је владика Пајсије поред цркве подигао зграду коју је народ називао митрополија. После ослобођења Врања 1878. године дошао је у Врање и том приликом купио од кћери бившег врањског паше Хусеина најлепшу и највећу кућу у Врању и поклонио је врањској општини за школу (данашњи Пашин конак и Харемлук). За личност владике Пајсија везује се и име вароши “Владичин Хан”, која се налази на Јужној Морави, двадесетак километара северно од Врања. Ова варош је добила име по механи која је некад постојала на месту где је данас центар Владичиног Хана и која је некад била власништво владике Пајсија.
Након 1878. године Врање је ослобођено од Турака, заједно са делом Скопске митрополије. Ослобођени део скопске митрополије придодат је 1882. године Нишкој епархији и са малим прекидом у ратним годинама, све до 1. марта 1932. године остао је у њеном саставу.
Од 1. марта 1932. године, срезови: Босиљградски, Масурички, Пољанички и Пчињски издвојени су из састава Нишке епархије и припојени Скопској митрополији. Стицајем ратних околности, после завршетка Другог светског рата ово подручје Скопске митрополије егзистира под именом “део епархије скопске” све до 30. маја 1975. године када Свети архијерејски сабор Српске православне цркве доноси одлуку о обнови Врањске епархије са седиштем у Врању.

### Обнова
Свети архијерејски сабор Српске православне цркве донео је 30. маја 1975. године одлуку о обнављању Православне епархије врањске, са седиштем епископа у Врању. У састав ове епархије ушла су и намесништва: Пчињско, са седиштем архијерејског намесника у Врању, Масуричко-пољаничко, са седиштем архијерејског намесника у Владичином Хану, Босиљградско, са седиштем архијерејског намесника у Босиљграду и Прешевско са седиштем архијерејског намесника у Бујановцу.
Обновљена епархија се привремено налазила под административном и духовном влашћу епископа Нишке епархије, др. Јована Илића, а потом, после смрти епископа Јована 1975. године, под влашћу новоизабраног епископа нишког Иринеја Гавриловића. 1. јуна 1978. године изабран је за (првог) епископа ове обновљене епархије од стране Светог архијерејског сабора Доментијан Павловић, архимандрит и ректор Богословије Светог Саве у Београду.
На сам дан устоличења новоименованог епископа Врањске епархије, Доментијана, 24. септембра 1978. године, завршена је изградња епископског двора и извршено освећење истога. Тако је након нешто мање од две године окончано дело које је 15. децембра 1976. године започео владика Иринеј, онда епископ нишки и администратор Врањске епархије, када је положио камен темељац за изградњу новог дома.
Епископ Доментијан одмах по устоличењу оснива Црквени суд Врањске епархије и поставља свога заменика и секретара. Такође оснива Епархијски управни одбор Врањске епархије и Епархијски савет.
Плодан архипастирски рад епископа Доментијана био је прекинут ненаданом смрћу 2. јула 1983. године. Владика је доживео саобраћајни удес на путу између Марковца и Велике Плане. И он и ђакон који је возио ауто пребачени су због тешких телесних повреда на неурохируршку клинику у Београду. Ђакон је преминуо истога дана, а владика дан после. Сахрањен је у врањској Саборној цркви, у северозападном делу храма.
До избора новог епископа Врањске епархије истом је администрирао епископ нишки Господин Иринеј. Нови епископ Епархије врањске постао је дотадашњи епископ моравички, господин Сава (Андрић). За епископа моравичког хиротонисан је на Духове 20. јуна 1982. године, а за епископа врањског устоличен је на Духовски понедељак, 11. јуна 1984. године.

## Епископи
Епископи Епархије врањске од обнове:
| Портрет | Име и презиме (Време старешина)                 |
| ------- | ----------------------------------------------- |
|         | Епископ врањски Доментијан Павловић (1978—1983) |
|         | Епископ врањски Сава Андрић (1983—1992)         |
|         | Епископ врањски Пахомије Гачић (од 1992)        |

## Архијерејска намесништва
Епархија врањска подељена је на четири архијерејска намесништва:
- Архијерејско намесништво пчињско
- Архијерејско намесништво масуричко-пољаничко
- Архијерејско намесништво босилеградско
- Архијерејско намесништво прешевско

## Манастири
1. Бресница
2. Горње Жапско
3. Дубница
4. Кацапун
5. Козји Дол
6. Лепчинце
7. Лопардинце
8. Милевци
9. Мртвица
10. Ораовица
11. Паља
12. Прохор Пчињски
13. Свети Никола
14. Содерце